# Titularbistum Ezerus
Ezerus (ital.: Ezero) ist ein Titularbistum der römisch-katholischen Kirche.
Es geht zurück auf ein ehemaliges Bistum in der antiken Stadt gleichen Namens in der römischen Provinz Macedonia bzw. Thessalia in Griechenland. Es gehörte der Kirchenprovinz Larisa an.
| Titularbischöfe von Ezerus |                  |                                                                                 |              |              |
| Nr.                        | Name             | Amt                                                                             | von          | bis          |
| 1                          | Antonio Sévat CM | Apostolischer Koadjutorvikar/ Apostolischer Vikar von Fort-Dauphin (Madagaskar) | 2. Juli 1928 | 6. Juli 1957 |